# Коауїла
Коауї́ла (ісп. Coahuila, ісп. вимова: [koaˈwila] ( прослухати)), або офіційно Коауїла-де-Сараго́са (ісп. Coahuila de Zaragoza, МФА: [koaˈwila ðe saɾaˈɣosa], науатль Coahuillan Zaragoza) — штат на північному сході Мексики, в північній частині Мексиканського нагір'я. Площа 149 982 км². Населення 2 474 692 чоловік (2005). Адміністративний центр — місто Сальтільйо.

## Історія

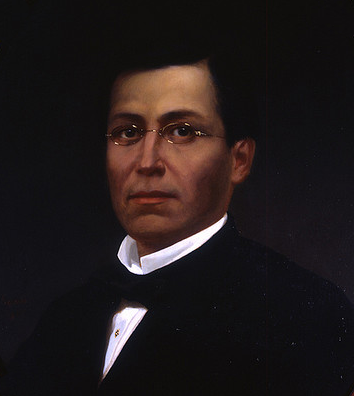
Ігнасіо Сарагоса

Територія Республіки Ріо Гранде в 1840 році

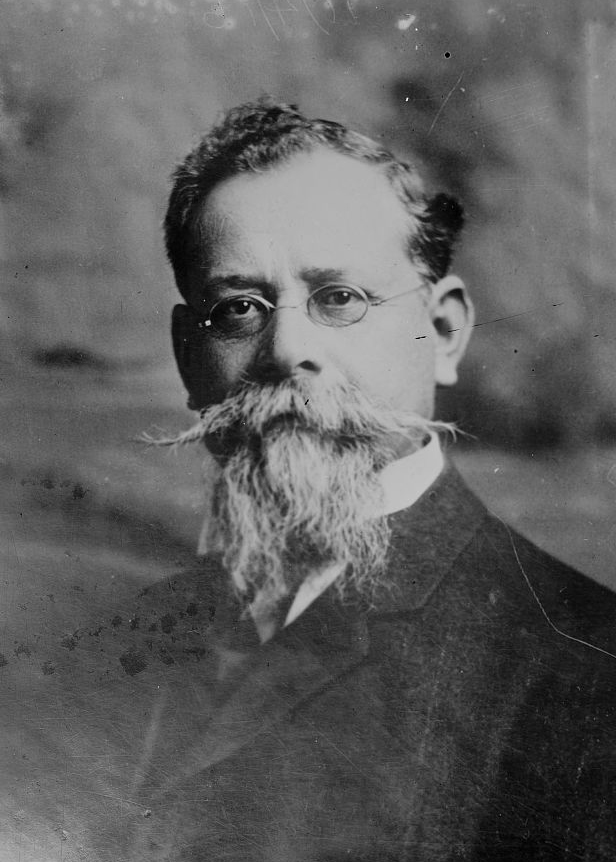
Венустіано Карранса

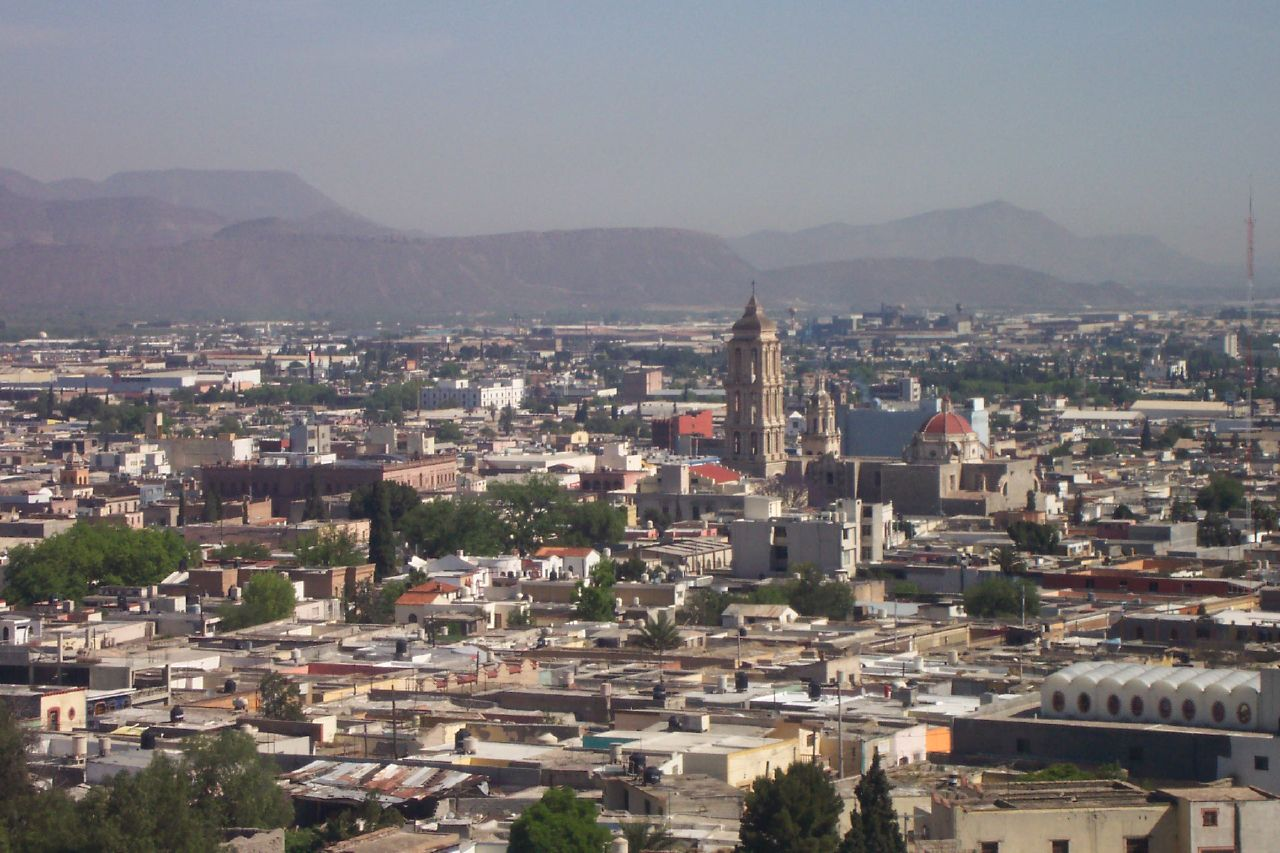
Столиця Коауїли Сальтільйо

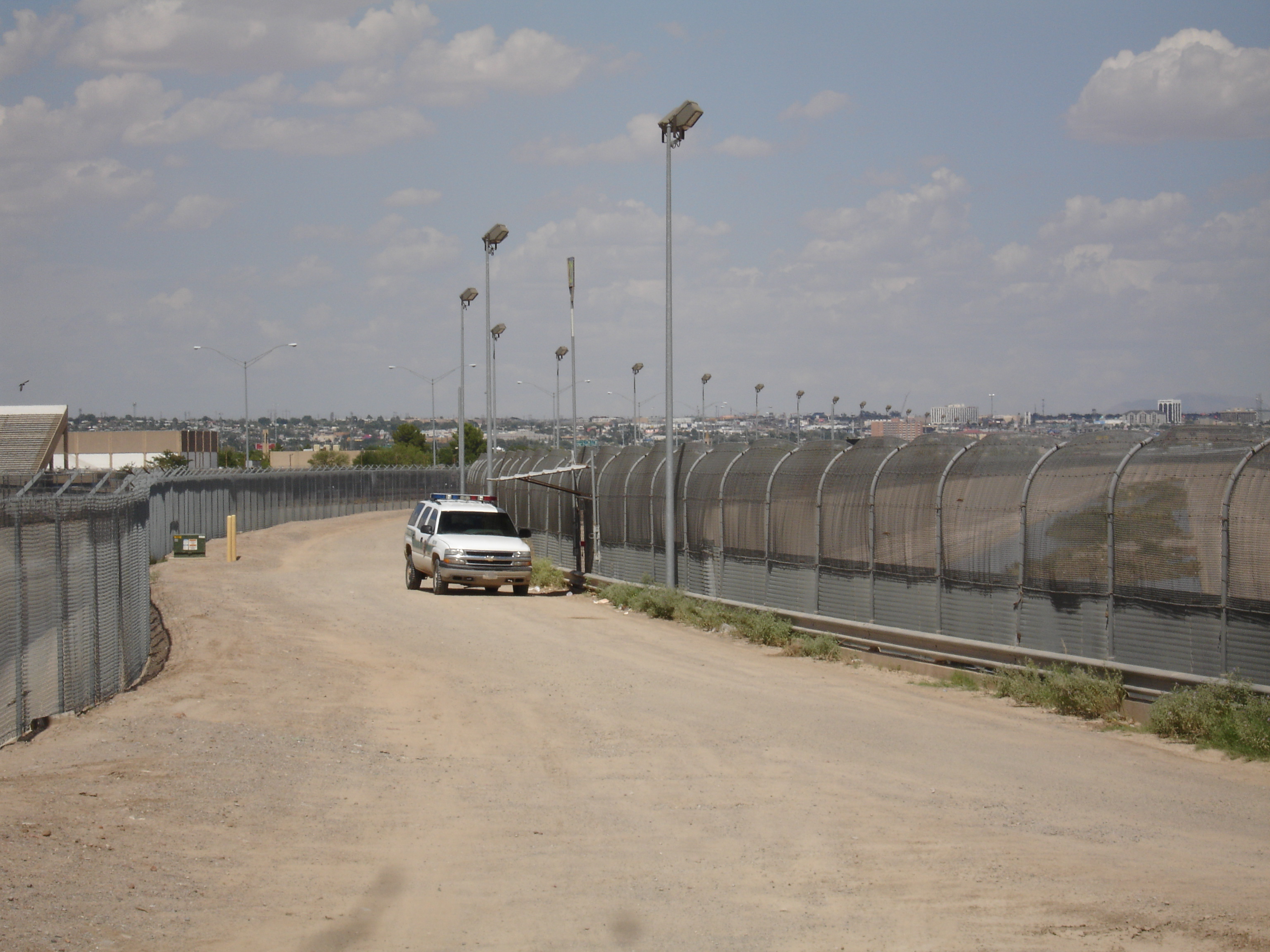
Прикордонна дорога поміж Техасом та Коауїлою

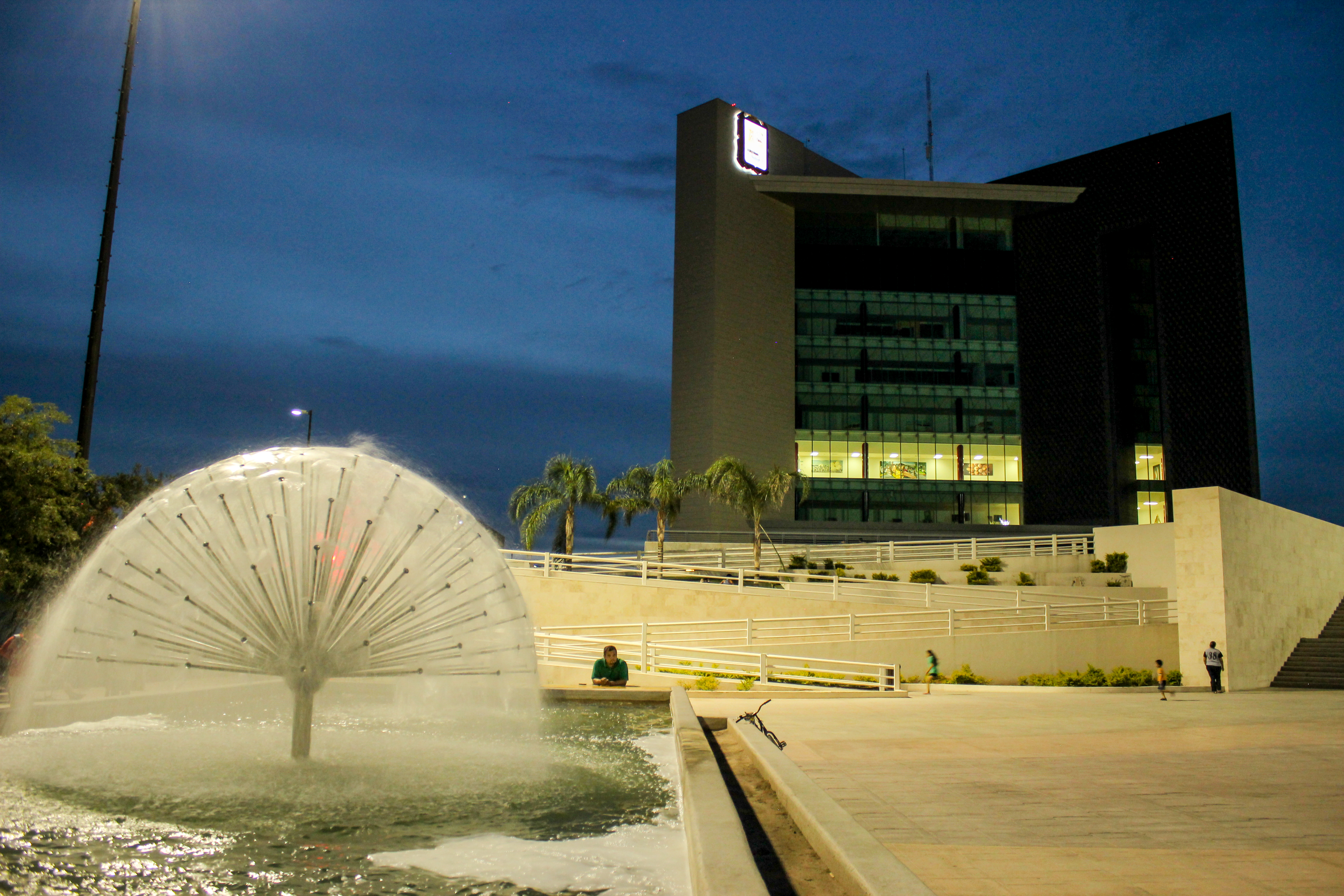
Палац в Торреоні

Після отримання Мексикою незалежності, колишнє іспанське віце-королівство Нуева-Віскайя та регіон Нуева-Екстремадура утворили нові території — Дуранго, Чіуауа, Сіналоа та Коауїлу. У 1824 році, після скасування імперії, на установчих зборах прийнята конституція Мексики, в якій як і інші штати, визнавали Коауїлу та Техас незалежним штатом. 11 березня 1827 року штат Коахіла та Техас оприлюднив свою першу Конституцію, а першим губернатором став Хосе Ігнасіо Аріспе. 9 березня 1833 року Монклова стала столицею штату. 
На початку утворення штату територія Техасу була заселена лише мексиканцями, але після частої хвилі повстань, що відбувалися в інших частинах Мексики, американські колоністи отримали дозвіл на заснування своїх поселень на цих територіях.  Політичні війни поміж лібералами та консерваторами принесли в країну хаос та нестабільність. Коауїла та Техас були розділені на два різні регіони, а новою столицею стало місто Сальтільйо. Уряд Антоніо Лопес де Санта-Анни прагнув до централізованої системи правління. У 1835 році губернатор-федераліст Коауїли та Техасу Агустін Веска був ув'язнений, а конституцію федерального уряду змінили на централізовану конституцію. У відповідь на скасування конституції федеральної системи правління, техаські поселенці почали засновувати свої власні органи місцевого самоврядування. Однак збройне протистояння стало наслідком повстання у поселенні Анауак, де був захоплений урядовий військовий гарнізон. У відповідь на це повстання Санта-Анна надіслав додаткові війська до Техасу. Мексиканські війська почали роззброювати місцеві військові з'єднання, однак коли була зроблена спроба відібрати гармати у м. Гонсалес техасці відмовилися і почали чинити опір. До повсталих почали приєднуватися інші повстанці і 2 жовтня 1835 р. в Гонсальській битві мексиканські війська вперше зазнали поразки. Єдиним місцем у Техасі, яке залишалося під контролем мексиканського уряду, було місто Бехар на узбережжі Мексиканської затоки. 21 квітня 1836 року війна закінчилася поразкою мексиканської армії у битві при Сан-Хасінто, коли війська генерала Семюела Х'юстона розгромили мексиканський корпус на чолі з президентом Санта-Анною, який потрапив у полон незабаром після битви. У обмін на своє життя він прийняв вимоги техасців. 14 травня 1836 року офіційні представники Техасу та генерал Санта-Анна підписали договір про незалежність в місті Веласко. Однак уряд Мексики не ратифікувала цей договір, залишаючи питання про незалежність Техасу від Мексики відкритим (при цьому західна частина сучасного Техасу продовжувала мати неясний юридичний статус). У 1845 році Техас став 28-м штатом США.
17 січня 1840 року на ранчо Оревенья (ісп. Oreveña) поблизу Ларедо відбулася зустріч мексиканських політиків зі штатів Коауїла, Нуево-Леон і Тамауліпас. Вони виступили за початок повстання проти федерального уряду, відділення від Мексики і створення нової держави-федерації трьох штатів зі столицею в Ларедо. Проте ні конгреси, ні уряди трьох штатів не підтримали зусилля бунтівних аристократів. Вони запросили допомоги у федерального уряду в Мехіко і дозволу скликати війська для придушення заколоту. Республіка Ріо-Гранде існувала з 17 січня по 6 листопада 1840 року.
У 1846 році, на початку американо-мексиканської війни, США захопили військові гарнізони у Герреро та Ріо-Гранде та увійшли в міста Паррас та Монклову. Інша група військових зайняли Сальтільйо. У спробі відбити американське вторгнення Лопес де Санта-Анна вів бій поблизу столиці під Ла-Ангостура, де мексиканським військам вдалося утримати позицію. У 1847 році Коауїла відновила свій суверенітет, а в 1852 році була ратифікована Конституція штату. Але незважаючи на це у 1856 році територію  штату Коауіла було приєднано до штату Нуева-Леон губернатором цього штату Сантьяго Відауррі. На наступний рік установча рада Мексики скасувала таке приєднання.  У 1864 році президент Мексики Беніто Хуарес ухвалив ідею самостійного штату та поновив на посаді губернатора штату Коауїла Андреса Веска. У 1865 році, після поразки партизанського руху на чолі з Андресом С. Веска, Франціско Агірре, Вікторіано Кепеди та Ільдефонсо Фентеса, французькі війська зайняли штат.
У 1877-1878 роках на півночі штату під керівництвом Маріано Ескобедо спалахнуло повстання проти диктатури Порфіріо Діаса.
У 1908 році Франціско І. Мадеро в Коауїлі опублікував свою книгу "Президентська спадкоємність", в якій описувався розвиток демократичного устрою а також розповідалася історія створення антирелектиційних гуртків. У 1910 році Антирелектиційна партія висунула кандидатуру в губернатори Венустіано Каррансу. В цьому ж році Венустіано Карранса організував збройне повстання на півночі Коалуїлі проти федеральних сил Діаса. У лютому 1911 року на південно-східній частині штату революційні сили, на чолі з Рафаелем де Кепеда, захопили Сальтільйо, в Монклові проти федеральних військ боровся Пабло Гонзалес. Також революціонери захопили місто Окампо. 22 листопада 1911 року посаду губернатора Коауїли зайняв уроженець штату Венустіано Карранса. 13 травня 1911 року революційні сили почали атаку на Торреон,  водночас захоплюючи Еміліо. 26 березня 1913 року Карранса оприлюднив план Гуадалупи. 3 жовтня 1913 року Франціско Вілья захопив Торреон. 
Бл. 90-х років у муніципалітетах Коауїли почався процес економічного та соціального розвитку: відкрилися вищі навчальні заклади, створилися перші робітничі та гірничодобувні союзи, були побудовані автомобільні заводи Maquiladoras та завод молочної промисловості в регіоні Лагунера. У штаті почали своє виробництво американські автоконцерни General Motors і Chrysler. На початку 21 ст. продовжувала розвиток гірська промисловість, адже близько 95% запасів вугілля в Мексиці зосереджено в Коауїлі. Бум у сфері виробництва, зростання інфраструктури та місцевого бізнесу, іноземні інвестиції, почав відбуватися 20  років тому після того як були скасовані обмеження щодо торгівлі. У 1994 був укладений договір про вільну торгівлю з США (NAFTA), який дав можливість розвиватися промисловості штату. Сьогодні економіка штату в основному залежить від експорту.  
Мексиканський Інститут Соціального Забезпечення засвідчує, що протягом 2012-2014 років було створено 81 тис. 615 офіційних робочих місць. Рівень безробіття знизився до 4,8% відповідно до даних INEGI, рівень освіти населення на четвертому місці у Мексиці. 
4 квітня 2004 у прикордонному місті Пьедрас-Неграс під час повені більш ніж 30 людей загинули і понад 4000 опинилися просто неба. 
3 березня 2011 року Палата депутатів змінила назву держави на "Coahuila de Zaragoza" на честь мексиканського героя, що народився в Коауїлі в 1829 році.